# Epicus Doomicus Metallicus
Epicus Doomicus Metallicus är Candlemass debutalbum, utgivet den 10 juni 1986. Skivan har idag närmast legendarisk status och gav namn åt hela genren (d.v.s Epic Doom Metal). Det var endast tre fasta medlemmar på denna skiva, Leif Edling spelade bas, Matz Ekström trummor & Mats "Mappe" Björkman spelade kompgitarr. Tillfällig sångare var Johan Längquist (felstavat som Langquist på skivan).

## Låtlista
1. Solitude (5:34)
2. Demons Gate (9:10)
3. Crystal Ball (5:21)
4. Black Stone Wielder (7:34)
5. Under The Oak (6:52)
6. A Sorcerer's Pledge (8:20)

## Medverkande
- Leif Edling - basgitarr
- Mats "Mappe" Björkman - kompgitarr
- Mats Ekström - trummor
- Johan Längqvist - sång
- Klas Bergwall - sologitarr
- Cille Svenson - sång i "A Sorcerer's Pledge"